# 在外教育施設
在外教育施設（ざいがいきょういくしせつ）とは、日本国外に居住する日本人の子供のために、学校教育法に規定する学校における教育に準じた教育を実施することを主たる目的として、日本国外に設置された教育施設のことである。文部科学省は、在外教育施設を以下の三つに分けており、それぞれ文部科学大臣によって当該施設が認定されている。
1. 日本人学校
2. 補習授業校
3. 私立在外教育施設

## 概要

### 日本人学校
日本人駐在員の子弟の教育を目的に現地の日本人会などが設立し、文部科学大臣に認定された全日制の学校。
日本人駐在員の多い地域、非英語圏、現地の教育制度が整っていない国などで設立されている。もともと補習授業校として児童・生徒の日本語教育を行っていたものが、実績・在籍生徒数を増やして全日制に「昇格」したものが多い。アジアには、戦前に創立された尋常小学校を前身とする泰日協会学校（バンコク日本人学校）やマニラ日本人学校、1947年創立の台北日本人学校など歴史の古い学校がある。2006年4月の時点で、ロンドンやリオ・デ・ジャネイロ、ドバイなど世界50か国・地域に85校存在する。

### 補習授業校
現地の日本人会などが設立し、週末や平日の放課後に通う学校。略称は「補習校」。時折「日本人学校」と称されてまぎらわしいものがある（例：みなと学園サンディエゴ補習授業校）。
永住予定者、駐在でも英語圏の現地校や非英語圏インターに通う日本人が多い地域では、週末に通うために補習校が設立されている。また、日本人の少ない地域では、在留邦人が子どもの日本語を維持するために設立している。前者は「日本語で勉強をする」帰国対応プログラム、後者は「日本語を勉強する」語学プログラムの傾向がある。または両方のプログラムを併設する学校もある。
2006年4月の時点で世界54か国に187校存在し、文部科学省によれば、最も古いのは1958年創立のワシントン補習授業校である。

### 私立在外教育施設

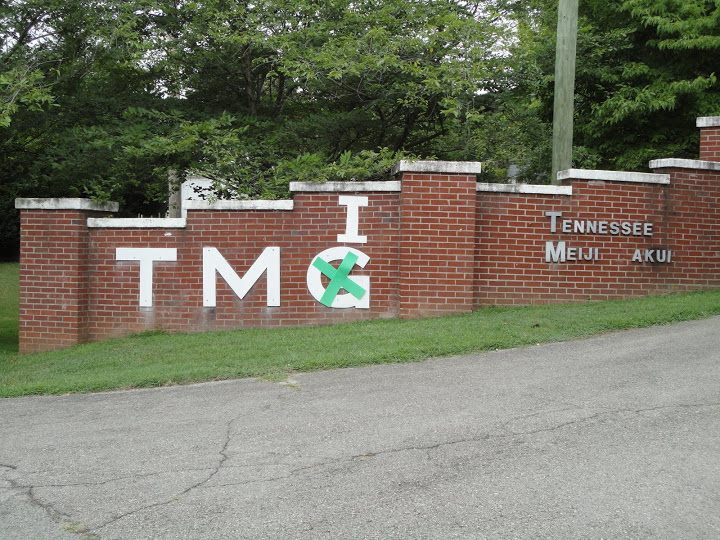
テネシー明治学院高等部

日本の学校法人が海外に作った文部科学大臣認定の学校。「日本の私立校の海外分校」という形態を取っている。
幼稚園から中学校までは保護者の都合で滞在している地元の園児・児童・生徒であるが、高等学校はその他に第三国から入学する生徒や、日本から留学生として入学する生徒の割合が非常に大きい。これは日本人学校に高等学校がなく、日本語で高校の教育を受けるには、中学卒業後に居住国を出て日本帰国または他国の私立海外分校に進学せねばならないためである。その需要を見込んで高等学校のみを設置する学校法人が多い。海外分校を選ぶ要因の一つは、エスカレーター式に日本の大学まで進めるという点である。一方、日本国内からの留学生にとっての利点は、エスカレーター式であることと、高校を休学せずに長期留学できる点である。卒業後は日本の本校に進学する生徒が多い。2013年9月の時点で6か国に9校存在する。
しかし、オーストラリアにあるサウス・クィーンズランド・アカデミー（学校法人平山学園）は生徒募集をしていないので、実質8校である。かつては多くの学校が存在したが、バブル景気崩壊後、日本企業の海外駐在員数減少や少子化、寄付金の減額などが原因で生徒の確保が困難となり、すでに閉校した学校も多い。
在外教育施設の高等学校を卒業する場合、高等学校等コードは一律「55000A」となる。
生徒を募集している私立在外教育施設（2013年9月現在）

〇は募集生徒数が不明。
| 学校名                      | 所在地                          | 設置・運営                                              | 幼   | 小              | 中        | 高         | 入学資格                         |
| --------------------------- | ------------------------------- | ------------------------------------------------------- | ---- | --------------- | --------- | ---------- | -------------------------------- |
| 早稲田渋谷シンガポール校    | シンガポール クレメンティ地区   | 学校法人渋谷教育学園が設置。 学校法人早稲田大学の系属校 | Ｘ   | Ｘ              | Ｘ        | 90名       | シンガポール国籍以外なら国籍不問 |
| 慶應義塾ニューヨーク学院    | 米国 ニューヨーク州             | 慶應義塾                                                | Ｘ   | Ｘ              | 9年生60名 | 10年生60名 | 特になし                         |
| 西大和学園 カリフォルニア校 | 米国 カリフォルニア州           | 学校法人西大和学園                                      | 16名 | 20名            | 20名      | Ｘ         | 特になし                         |
| 立教英国学院                | イギリス ウェスト・サセックス州 | 学校法人立教英国学院                                    | Ｘ   | 〇 小5、小6のみ | 〇        | 20名       | 特になし                         |
| 帝京ロンドン学園            | イギリス バッキンガムシャー州   | 帝京大学グループ                                        | Ｘ   | Ｘ              | Ｘ        | 50名       | 特になし                         |
| スイス公文学園高等部        | スイス ヴォー州                 | 学校法人公文学園                                        | Ｘ   | Ｘ              | Ｘ        | 60名       | 特になし。全寮制なので通学は不可 |
| 如水館バンコク              | タイ バンコク                   | 学校法人山中学園                                        | Ｘ   | Ｘ              | Ｘ        | 〇         | 特になし                         |

かつて存在した私立在外教育施設
- ブレーメン国際日本学園 <1999年9月閉校> （ドイツ）
- 駿台アイルランド国際学校 <2003年3月閉校> （アイルランド）
- 英国暁星国際学園 <2003年3月閉校> （イギリス）
- 英国四天王寺学園（英語版） <1999年3月閉校> （イギリス）
- 東海大学付属デンマーク校 ＜2008年3月閉校＞ （デンマーク）[3]
- アルザス成城学園 中等部 ＜2003年3月閉校＞・高等部＜2005年3月閉校＞ （フランス）
- フランス甲南学園トゥレーヌ ＜2013年3月閉校＞（フランス）
- テネシー明治学院高等部 <2007年3月休校> （アメリカ）
- カフジ明星小学校 ＜2005年3月休校＞ （サウジアラビア）
- ドイツ桐蔭学園＜2012年3月閉校＞（ドイツ）
- サウスクイーンズランドアカデミー（英語版）＜2013年3月閉校＞（オーストラリア）
- 聖学院アトランタ国際学校 <2018年休校> （アメリカ）[4]

## その他
文部科学省には認定されていないいわゆる無認可校だが、日本語で授業を行う教育施設。
保育園や幼稚園、補習授業校、全日制の私立小学校、日本の予備校の海外分校など様々な形態で世界じゅうに数多くある。日本人の子どもを対象にしたものがあれば、日本語を学ぶ外国籍の子どもが大多数を占めるところもある。文科省が認定するのは日本人学校や補習授業校の小学部・中学部のみであるため、これらの学校の幼稚園、補習授業校の高等部も法律上では「その他の在外教育施設」に含まれる。
この種の学校の中には、文科省認可の日本人学校や補習授業校と比べても遜色ない充実した教育内容の学校、地元では私立進学校として認定されている優良学校がある一方、設備やカリキュラムが不十分、教員や生徒不足、教育よりも営利事業が優先されている施設などもある。